# Welcome to the Blackout (Live London '78)
Welcome to the Blackout (Live London '78) is een livealbum van de Britse muzikant David Bowie, uitgebracht als onderdeel van Record Store Day op 21 april 2018, met een cd-uitgave op 20 juni van dat jaar. Het album werd opgenomen tijdens de shows in Earl's Court op 30 juni en 1 juli 1978 tijdens de Isolar II Tour.
Het album is geproduceerd door Tony Visconti en gemixt door Bowie en David Richards in de Mountain Studios in Montreux, Zwitserland, tussen 17 en 22 januari 1979. Bowie wilde oorspronkelijk een concertfilm maken van het optreden, maar was niet tevreden met het resultaat en schrapte het idee. De opnames van "Sound and Vision" op 1 juli, de eerste keer dat het nummer live werd gespeeld, en "Be My Wife" verschenen in 1995 op het niet officiële compilatiealbum RarestOneBowie.

## Tracklist
- Alle nummers geschreven door Bowie, tenzij anders genoteerd.

1. "Warszawa" (Bowie/Brian Eno) – 6:27
2. ""Heroes"" (Bowie/Eno) – 7:34
3. "What in the World" – 4:07
4. "Be My Wife" – 2:53
5. "The Jean Genie" – 6:34
6. "Blackout" – 3:43
7. "Sense of Doubt" – 3:40
8. "Speed of Life" – 2:37
9. "Sound and Vision" – 3:12
10. "Breaking Glass" (Bowie/George Murray/Dennis Davis) – 3:31
11. "Fame" (Bowie/John Lennon/Carlos Alomar) – 3:52
12. "Beauty and the Beast" – 4:58
13. "Five Years" – 6:09
14. "Soul Love" – 2:52
15. "Star" – 2:30
16. "Hang On to Yourself" – 2:40
17. "Ziggy Stardust" – 3:25
18. "Suffragette City" – 4:02
19. "Art Decade" – 3:08
20. "Alabama Song" (Bertolt Brecht/Kurt Weill) – 3:59
21. "Station to Station" – 11:10
22. "TVC 15" – 4:18
23. "Stay" – 6:59
24. "Rebel Rebel" – 3:53

## Musici
- David Bowie: zang, keyboard
- Adrian Belew: leadgitaar, achtergrondzang
- Carlos Alomar: slaggitaar, achtergrondzang
- George Murray: basgitaar, achtergrondzang
- Dennis Davis: drums, percussie
- Roger Powell: keyboard, baspedaal, synthesizer, achtergrondzang
- Sean Mayes: piano, ARP Solina String Ensemble, achtergrondzang
- Simon House: elektrische viool